# 蔡孟真
蔡孟真（1977年2月16日—），臺灣民主進步黨籍女性政治人物，現任雲林縣議員、雲林縣議會建設委員會召集人，政治經歷豐富。出生於政治世家，其姑姑為前立法委員曾蔡美佐、父親為地方聞人前國大代表蔡永常。
2009年以無黨籍身份首次投入第17屆雲林縣議員第六選區選舉，不分藍綠政黨皆站台力挺，因形象清新及外型亮麗，媒體稱之為「漂亮寶貝」。2014年投入第18屆選舉以第二高票當選連任，2018年第19屆選舉再以第一高票當選連任。2022年首次以民主進步黨籍身份參選，再次當選連任。

## 政治經歷
- 早在父親蔡永常時任中華民國第三屆國大代表時即投入政壇擔任父親的特別助理，姑媽曾蔡美佐時任立法委員期間即活躍在服務處，接著父親再當選雲林縣第十六屆縣議員時更是擔任首席助理，參與政治經驗豐富。[1]
- 2009年以無黨籍身份投入雲林縣議會第十七屆縣議員選舉，政壇不分藍綠陣營前雲林縣縣長蘇治芬、前雲林縣議長陳清秀、以及姑媽前立法委員曾蔡美佐皆力挺站台，引起雲林縣政壇關注，終獲選區第四高票(得票率13.52%)，順利入主雲林縣議會。[1]
- 2014年再投入雲林縣議會第十八屆縣議員選舉，獲得雲林縣第六選區第二高票(得票率16.78%)連任當選議員。
- 2016年7月時任雲林縣議員期間宣佈投入雲林縣口湖鄉鄉長補選，為口湖鄉地方選舉情勢投下震撼彈。民進黨適逢在各地基層選舉節節失利，使得民進黨黨部動用政治資源傾力輔選民進黨籍候選人，形成全黨動員介入地方選舉的奇特現象，引發各界關注討論。最終蔡孟真以三百餘票敗選給民進黨徵召候選人林哲凌[6][7][8][9][10]。
- 2017年因口湖鄉焚化爐底渣非法傾倒放置，造成危害環境污染與食安問題，向中央政府及地方政府機關抗議引發爭論[11][12][13]，並與口湖鄉長林哲凌爆發衝突遭粗口辱罵[14]，躍上媒體版面引起社會輿論與各大媒體關注[15][16][17]。終在2018年11月7日經監察院監察委員調查，相關行政作為草率不備確有未當，並通過決議糾正雲林縣政府，請行政院轉飭所屬確實檢討改善[18][19][20]。
- 2018年再投入雲林縣議會第十九屆縣議員選舉，同樣不分藍綠陣營前立法委員蔡啟芳、張嘉郡、林國慶，以及現任立法委員劉建國、蔡易餘、趙天麟等人力挺站台，並獲得雲林縣第六選區第一高票(得票率16.65%)連任當選議員[3][4][21]。
- 2022年入籍民主進步黨並受到黨團提名參選雲林縣議會第二十屆縣議員選舉，獲得雲林縣第六選區第三高票(得票率15.97%)連任當選議員[5][22]。

## 家族
蔡孟真出生於政治世家，父親為地方聞人前國大代表、北港朝天宮董事長蔡永常、姑媽為前立法委員、北港朝天宮董事長曾蔡美佐、表叔為前雲林縣副議長林逢錦。其家族在雲林政壇深具影響力。

## 選舉紀錄
| 年度 | 選舉屆數               | 選舉區           | 所屬政黨   | 得票數 | 得票率 | 當選標記 |
| ---- | ---------------------- | ---------------- | ---------- | ------ | ------ | -------- |
| 2009 | 第十七屆雲林縣議員選舉 | 雲林縣第六選舉區 | 無黨籍     | 7,342  | 13.52% |          |
| 2014 | 第十八屆雲林縣議員選舉 | 雲林縣第六選舉區 | 無黨籍     | 9,664  | 16.78% |          |
| 2016 | 第十七屆口湖鄉鄉長補選 | 雲林縣口湖鄉     | 無黨籍     | 3,101  | 24.72% |          |
| 2018 | 第十九屆雲林縣議員選舉 | 雲林縣第六選舉區 | 無黨籍     | 9,073  | 16.65% |          |
| 2022 | 第二十屆雲林縣議員選舉 | 雲林縣第六選舉區 | 民主進步黨 | 7,929  | 15.97% |          |

## 外部連結
- 雲林縣議員蔡孟真粉絲團
- 雲林縣議會-議員介紹-蔡孟真 （页面存档备份，存于）
- 中選會選舉資料庫 （页面存档备份，存于）